# Byrd Amendment
Das Byrd Amendment, auch als Continued Dumping and Subsidy Offset Act of 2000 (CDSOA) bekannt, ist ein Bundesgesetz der Vereinigten Staaten. Der Name rührt von einem seiner Haupturheber, der demokratische Senator Robert Byrd des Bundesstaats West Virginia. Das Gesetz regelte die Verwendung von Importzöllen neu, die von der US-Regierung gegen Dumping auferlegt werden. Bevor das Gesetz in Kraft trat, wurden die Einnahmen der Zölle Bestandteil des jährlichen Regierungshaushalts. Das Gesetz legte fest, dass diese Einnahmen nunmehr an die US-Unternehmen verteilt werden müssen, die direkt vom Dumping betroffen sind. Zusammen mit den Strafzöllen, die gleichzeitig gegen ausländische Dumping-Praktiken verteilt werden sollten, sollte das Gesetz als besonders scharfe Waffe gegen unlautere internationale Handelspraktiken dienen.

## Gesetzgebungsgeschichte
Ursprünglich brachte der republikanische US-Senator Mike DeWine aus Oklahoma die Gesetzesvorlage im Januar 1999 in den 106. US-Kongress ein mit dem Ziel, Dumping gegen US-Firmen durch Einfuhrzölle wirksam zu unterbinden. Die Vorlage scheiterte jedoch trotz 26 Unterstützern vor allem aus Bundesstaaten mit hohem Industrieanteil bereits im Finanzausschuss des Senats. Der US-Senator Robert Byrd sorgte jedoch mit einem gesetzgeberischen Trick für die Befassung des gesamten Kongresses: Der Vorsitzende des Appropriation Committee fügte diese Gesetzeserweiterung („Amendment“) im Jahr 2000 in letzter Minute und ohne Aussprache einem wichtigen Appropriations Bill (Haushaltsgesetz) für das Jahr 2001 an, welches der Kongress nicht insgesamt scheitern lassen wollte und deshalb im Bewusstsein der Verletzung von WTO-Regeln beschloss. Präsident Bill Clinton unterzeichnete das Gesetz im Oktober 2000 und ließ es damit wirksam werden, vermerkte jedoch die Rechtswidrigkeit der Gesetzeserweiterung und gab dem Kongress auf, schnellstmöglich einen rechtmäßigen Zustand herzustellen, was nicht umgesetzt wurde; das Gesetz blieb in der Ausgangsform in Kraft.

## Internationale Reaktion
Weltweite Handelspartner der USA warfen ihr wegen dieser Gesetzgebung Protektionismus und Missachtung internationaler Regeln vor. Die Europäische Kommission und zunächst acht Einzelstaaten – Australien, Brasilien, Chile, Indien, Indonesien, Japan, Südkorea und Thailand – legten im Dezember 2000 Beschwerde bei der Welthandelsorganisation (WTO) ein; Ende 2001 schlossen sich auch Kanada und Mexiko an. Die Europäische Kommission stellte fest, dass US-Unternehmen von der Regierung gemäß dem Byrd-Amendment eine Milliarde US-Dollar aus den Einnahmen der Anti-Dumping-Zöllen erhalten hatten. Die WTO erklärte das Byrd Amendment 2002 für unrechtmäßig und erlaubte der Europäischen Union (EU) und den anderen Klägerstaaten, gegen die Vereinigten Staaten Strafen in Höhe von bis zu 72 % der verteilten Zolleinnahmen zu verhängen.
Am 4. April 2005 gab die EU bekannt, dass sie nach Erlaubnis der WTO mit begrenzten Sanktionen gegen die Vereinigten Staaten beginnen werde, indem sie ab 1. Mai 2005 einen Einfuhrzoll von 15 Prozent gegen Papier, Textilien und Maschinen aus den USA verhänge. Kanada verhängte ebenso eine 15-prozentige Einfuhrsteuer auf Zigaretten, Austern und Schweine aus den USA. Am 1. September 2005 schließlich führte die japanische Regierung einen Einfuhrzoll von 15 Prozent für Stahl aus den USA ein.

## Aufhebung
Präsident George W. Bush bemühte sich jahrelang erfolglos um eine Aufhebung. Nachdem die Handelspartner 2005 den wirtschaftlichen Druck auf die Vereinigten Staaten verstärkt hatten, hob der Kongress durch Abstimmungen Ende 2005, die im Januar 2006 wirksam wurden, das Gesetz zum 1. Oktober 2007 auf.